# Herbert von Bismarck
Herbert Bismarck, desde 1898 Herbert, príncipe de Bismarck, en alemán Herbert Fürst von Bismarck (Berlín, 28 de diciembre de 1849-Friedrichsruh, 18 de septiembre de 1904) fue un diplomático y político alemán que se desempeñó como secretario de Estado de Asuntos Exteriores del Imperio alemán de 1886 a 1890. Además, de 1881 a 1889 y de 1893 a 1904 tuvo un escaño en el Parlamento alemán de entonces, el Reichstag. Fue hijo de Otto von Bismarck.